# Gemaal IJmuiden

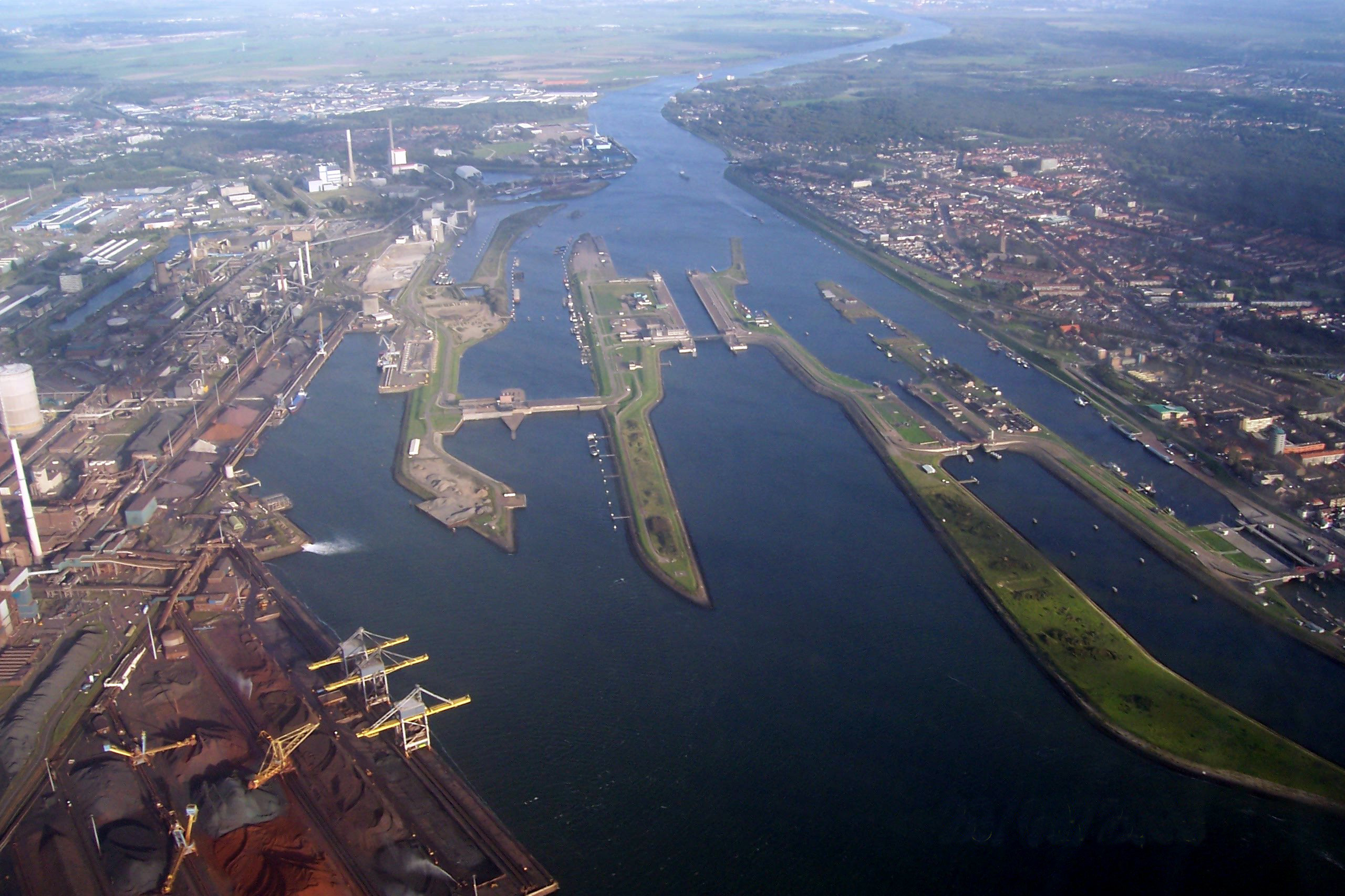
Luchtfoto van de sluizen van IJmuiden met links van het midden het gemaal en de spuisluis.

Het Gemaal IJmuiden zorgt voor het uitmalen van water uit het Noordzeekanaal op de Noordzee.
Het gemaal is gebouwd in 1975 en bevindt zich in IJmuiden, naast de uit 1940 daterende spuisluis, die naast de Noordersluis uit 1929 is gelegen. Het gemaal maakt deel uit van de hoogwaterkering en werd in verband met de risico’s van de stroming voor de scheepvaart gesitueerd tussen de al bestaande spuisluis in het Noordzeekanaal uit 1940 en de Hoogovenhaven.

## Inundatiesluis
De sluis is aanvankelijk gebouwd voor de inundatie ter verdediging van het land. Voor de Tweede Wereldoorlog vertrouwde het Nederlandse leger nog op de inzet van water bij de landsverdediging. Omstreeks 1920 besloot men ten noorden van de sluizen bij IJmuiden een inlaatsluis te bouwen. Er kwamen zeven kokers met hefdeuren. De capaciteit was voldoende om binnen vier dagen de waterlinie tussen Muiden en Gorinchem onder water te zetten. Pas in 1940, na de Duitse inval, kwam de inundatiesluis gereed.

## Spuisluis
In 1945 kreeg de sluis een herbestemming, in plaats van water in te laten werd het nu een spuisluis om het water uit het Noordzeekanaal en het achterland naar zee af te voeren. Elke koker was zo'n vijf meter hoog en zes meter breed. De koker werd afgesloten met twee schuiven, een aan de kanaalzijde en een aan de zeezijde. Bij laag water op zee, eb, stond het water in het Noordzeekanaal hoger en werden de schuiven geopend om het teveel aan water naar zee te laten stromen. De spuisluis heeft een maximale capaciteit van 700 m³ water per seconde.

## Gemaal
Medio jaren zestig kwam het besef dat de spuisluis onvoldoende capaciteit kon hebben om het water af te voeren. Met een westenwind wordt het zeewater naar de kust gestuwd waardoor het zeewaterpeil stijgt en de spuicapaciteit afneemt met wateroverlast tot gevolg. De plannen werden gemaakt voor een gemaal. In 1975 werd het gemaal in gebruik genomen en het was toen de grootste in zijn soort in West-Europa. De pompen verbruiken veel energie waardoor het spuien veruit de voorkeur heeft. Samen met de spuisluis, zorgt het gemaal jaarlijks voor de afvoer van drie miljard m³ water uit het Amsterdam-Rijnkanaal, het Markermeer en Veluwemeer. De spuisluis loost bij eb twee derde van deze hoeveelheid en het gemaal het restant.
Het gemaalgebouw is geheel opgetrokken uit gewapend beton. De onderbouw bevat de zuig- en persleidingen en de pompschachten. Het gemaal is uitgerust met zogenaamde bulbpompen, waarin een horizontale schroefpomp en de elektrische aandrijving in één ophijsbare unit zijn ondergebracht. Deze bulbpomp wordt onder water gelaten en stuwt het water rechtlijnig door het gemaal. Bij de bouw werd het gemaal uitgerust met vier van dergelijke bulbpompen met ieder een capaciteit van 40 m³ water per seconde, bij een opvoerhoogte van 1,2 meter. De door Stork vervaardigde pompeenheden werden aangedreven door 1000 kW sterke asynchrone wisselstroom-elektromotoren van Heemaf. In 2001-2004 werden nog eens twee extra bulbpompen bijgeplaatst met een capaciteit van 50 m³/sec, waardoor de totale capaciteit toenam van 160 m³/sec naar 260 m³/sec. In 2020-2021 moesten de twee laatst geplaatste pompen onverwacht worden gereviseerd. Ter vervanging ervan werd een tijdelijke pompinstallatie met grote capaciteit ingezet.
Het bemalingsgebied omvat via het Noordzeekanaal en het Amsterdam-Rijnkanaal een groot deel van de beheersgebieden van de Hoogheemraadschappen Hollands Noorderkwartier, Rijnland, Amstel, Gooi en Vecht en De Stichtse Rijnlanden. Via de sluizen bij Schellingwoude en Wijk bij Duurstede is er tevens een ongeveer even groot gebied dat indirect van afwatering via het gemaal bij IJmuiden gebruik maakt. Dit gebied omvat onder andere het Markermeer, de Flevopolder en een groot deel van de provincie Utrecht.

## Zoutdam
Door de opening van de nieuwe grote zeesluis komt er ook meer zeewater het Noordzeekanaal in. Zout water is zwaarder dan zoet water en stroomt over de bodem het kanaal landinwaarts en tegelijkertijd stroomt er zoet water naar zee. Het zoute water heeft negatieve gevolgen voor de drinkwatervoorziening, de natuur en land- en tuinbouw. Om deze effecten te verminderen, is een semi-open zoutdam in het Binnenspuikanaal gebouwd. Bij de dam is het kanaal verdiept tot Normaal Amsterdams Peil (NAP) −23 meter. Voor de dam zelf zijn er pijlers geplaatst met tussen de pijlers wanden tot NAP −16 meter. Bij de bodem van het kanaal resteert een brede open spleet van zeven meter hoog. Wanneer het gemaal of spui in werking treedt, wordt het zoute water als eerste door de spleet getrokken. Bij hetzelfde debiet wordt relatief meer zout water uitgeslagen dan zonder een dam. De impact van het zeewater bij iedere sluisopening wordt hierdoor beperkt. In oktober 2022 zijn de werkzaamheden van start gegaan. In maart 2024 werden de zware betonnen pijlers geplaatst en in augustus de betonnen wanden.
In maart 2025 werd bekend dat het zoutdam niet goed werkt. Het waterpeil tussen de zoutdam en de pompen daalt meer dan verwacht waardoor de pompen defect dreigen te raken. De pompen kunnen niet op volle capaciteit draaien waardoor de kans op waterschade in het achterland groter is geworden bij veel neerslag. Een tijdelijke oplossing is de opening van de onderhoudsdeur van de zoutdam, er stroomt dan zoet of zoeter water langs de zoutdam richting pompen. Een nadeel is wel dat minder zout water uit het Noordzeekanaal wordt weggepomp en om verzilting te voorkomen zou het gebruik van de zeesluizen beperkt moeten worden.

## Incident
Op 2 november 2023 stond de spuisluis in IJmuiden door een storing open toen het vloed werd. Hierdoor is gedurende 3,5 uur zeewater het Noordzeekanaal ingestroomd met een verhoogde waterstand tot gevolg. Voor het kanaal was het streefpeil NAP −0,45 meter, normaal NAP −0,4 meter, en door de opening steeg de waterstand naar NAP −0,13 meter. Na het sluiten van de spuisluizen werd het overschot aan water afgevoerd en vroeg in de ochtend van 3 november was de waterstand weer normaal.